# Aggro Berlin/Diskografie
Die Diskografie ist eine Übersicht über die musikalischen Werke des deutschen Hip-Hop-Labels Aggro Berlin.

## Alben

### Studioalben
| Jahr | Titel Interpretation Katalog-Nr. | Höchstplatzierung, Gesamtwochen, AuszeichnungChartplatzierungen (Jahr, Titel, Interpretation / Katalog-Nr., Platzierungen, Wochen, Auszeichnungen, Anmerkungen, Cover) | Höchstplatzierung, Gesamtwochen, AuszeichnungChartplatzierungen (Jahr, Titel, Interpretation / Katalog-Nr., Platzierungen, Wochen, Auszeichnungen, Anmerkungen, Cover) | Höchstplatzierung, Gesamtwochen, AuszeichnungChartplatzierungen (Jahr, Titel, Interpretation / Katalog-Nr., Platzierungen, Wochen, Auszeichnungen, Anmerkungen, Cover) | Anmerkungen                                                                                  | Cover |
| Jahr | Titel Interpretation Katalog-Nr. | DE | AT | CH | Anmerkungen                                                                                  | Cover |
| ---- | --- | --- | --- | --- | -------------------------------------------------------------------------------------------- | ----- |
| 2002 | Alles ist die Sekte – Album Nr. 3 Royal TS Aggro-002CD (CD) / Aggro-002TP (MC) | — | — | — | Erstveröffentlichung: 13. Mai 2002                                                           |       |
| 2002 | Carlo Cokxxx Nutten Bushido und Fler Aggro-005CD (CD) / Aggro-005TP (MC) | — | — | — | Erstveröffentlichung: 21. Oktober 2002 · Impala-Award: Silber                                |       |
| 2003 | Vom Bordstein bis zur Skyline Bushido Aggro-009-1 (Doppel-Vinyl) / Aggro-009-2 (CD) / Aggro-009-3 (Tape) | DE88 (3 Wo.)DE | — | — | Erstveröffentlichung: 14. Juli 2003 · Indizierung: 30. September 2005 · Impala-Award: Silber |       |
| 2004 | Maske Sido Aggro-014-1 (Vinyl) / Aggro-014-2 (CD) | DE3 Gold · (28 Wo.)DE | AT46 (7 Wo.)AT | CH79 (2 Wo.)CH | Erstveröffentlichung: 26. April 2004 · Indizierung: 1. August 2005 · Impala-Award: Gold      |       |
| 2005 | Neue Deutsche Welle Fler Aggro-022-1 (Vinyl) / Aggro-022-2 (CD) / Aggro-023-2 (Special Edition) | DE5 (16 Wo.)DE | AT28 (8 Wo.)AT | CH68 (1 Wo.)CH | Erstveröffentlichung: 2. Mai 2005 · Impala-Award: Gold                                       |       |
| 2005 | Dein Lieblings Album Deine Lieblings Rapper Aggro-027-1 (Vinyl) / Aggro-027-2 (CD) | DE2 (7 Wo.)DE | AT10 (6 Wo.)AT | CH48 (3 Wo.)CH | Erstveröffentlichung: 7. Oktober 2005 · Impala-Award: Silber                                 |       |
| 2006 | Trendsetter Fler Aggro-043-2 (Standard) / Aggro-043-LTD (Premium Edition) | DE4 Gold · (11 Wo.)DE | AT21 (7 Wo.)AT | CH44 (2 Wo.)CH | Erstveröffentlichung: 23. Juni 2006 · Impala-Award: Silber                                   |       |
| 2006 | Ich Sido Aggro-049-LTD (Premium Edition) / Aggro-049-2 (CD) / Aggro-049-3 (Ghetto Edition) | DE4 (32 Wo.)DE | AT21 (15 Wo.)AT | CH18 (28 Wo.)CH | Erstveröffentlichung: 1. Dezember 2006 · Impala-Award: Gold                                  |       |
| 2007 | Willkommen in Abschaumcity MC Bogy Aggro-056-2 (CD) / Aggro-056-LTD (Premium Edition) | DE92 (1 Wo.)DE | — | — | Erstveröffentlichung: 30. März 2007                                                          |       |
| 2007 | Neger Neger B-Tight Aggro-060-2 (CD) / Aggro-060-LTD (Premium Edition) / Aggro-060-3 (Ghetto Edition) | DE6 (7 Wo.)DE | AT16 (5 Wo.)AT | CH35 (5 Wo.)CH | Erstveröffentlichung: 27. April 2007 · Indizierung: 30. April 2008 · Impala-Award: Silber    |       |
| 2007 | Alles oder Nichts Jom & Said Aggro-061-2 | — | — | — | Erstveröffentlichung: 2007                                                                   |       |
| 2007 | Totalschaden Tony D Aggro-064-2 (CD) / Aggro-064-LTD (Premium Edition) | DE21 (2 Wo.)DE | AT63 (1 Wo.)AT | CH78 (1 Wo.)CH | Erstveröffentlichung: 14. September 2007 Indizierung: 11. November 2009                      |       |
| 2007 | Auferstanden aus Ruinen Joe Rilla Aggro-068-2 | — | — | — | Erstveröffentlichung: 2007                                                                   |       |
| 2008 | Fremd im eigenen Land Fler Aggro-072-2 (CD) / Aggro-072-3 (Mzee Edition) / Aggro-072-LTD (Premium Edition) / Aggro-072-5 (Napster)                                                                                                  | DE7 (6 Wo.)DE | AT17 (4 Wo.)AT | CH25 (4 Wo.)CH | Erstveröffentlichung: 25. Januar 2008 · Impala-Award: Silber                                 |       |
| 2008 | Ich und meine Maske Sido Aggro-075-1 (Vinyl) / Aggro-075-2 (CD) / Aggro-075-3 (Mzee Edition) / Aggro-075-LTD (Limited Premium Edition) / Aggro-075-4 (Premium Edition) / Aggro-075 (Napster Version) / Aggro-075-5 (Ghetto Edition) | DE1 ×3Dreifachgold · (44 Wo.)DE | AT2 Gold · (26 Wo.)AT | CH2 Platin · (45 Wo.)CH | Erstveröffentlichung: 30. Mai 2008 · Impala-Award: Gold                                      |       |
| 2008 | Südberlin Maskulin Fler und Godsilla Aggro-078-2 (Standard Version) / Aggro-078-LTD (Premium Edition) | DE22 (3 Wo.)DE | — | CH81 (1 Wo.)CH | Erstveröffentlichung: 29. August 2008                                                        |       |
| 2008 | Goldständer B-Tight Aggro-083-2 (CD) / Aggro-083-LTD (Premium Edition) | DE36 (1 Wo.)DE | — | CH96 (1 Wo.)CH | Erstveröffentlichung: 31. Oktober 2008                                                       |       |
| 2009 | Fler Aggro-090-2 | DE10 (6 Wo.)DE | AT14 (6 Wo.)AT | CH36 (5 Wo.)CH | Erstveröffentlichung: 27. März 2009 · Impala-Award: Silber                                   |       |
| 2009 | Für die Gegnaz! Tony D Aggro-094-2 | — | — | — | Erstveröffentlichung: 11. September 2008                                                     |       |
| 2012 | #Beste Sido – | DE7 Gold · (26 Wo.)DE | AT3 Gold · (46 Wo.)AT | CH20 (23 Wo.)CH | Erstveröffentlichung: 14. Dezember 2012 · Impala-Award: Gold                                 |       |

### Mixtapes
| Jahr | Titel Interpretation Katalog-Nr.                                           | Höchstplatzierung, Gesamtwochen, AuszeichnungChartplatzierungen (Jahr, Titel, Interpretation / Katalog-Nr., Platzierungen, Wochen, Auszeichnungen, Anmerkungen, Cover) | Höchstplatzierung, Gesamtwochen, AuszeichnungChartplatzierungen (Jahr, Titel, Interpretation / Katalog-Nr., Platzierungen, Wochen, Auszeichnungen, Anmerkungen, Cover) | Höchstplatzierung, Gesamtwochen, AuszeichnungChartplatzierungen (Jahr, Titel, Interpretation / Katalog-Nr., Platzierungen, Wochen, Auszeichnungen, Anmerkungen, Cover) | Anmerkungen                                                           | Cover |
| Jahr | Titel Interpretation Katalog-Nr.                                           | DE | AT | CH | Anmerkungen                                                           | Cover |
| ---- | -------------------------------------------------------------------------- | --- | --- | --- | --------------------------------------------------------------------- | ----- |
| 2005 | Heisse Ware B-Tight und Tony D Aggro-024-2M                                | DE27 (6 Wo.)DE | — | — | Erstveröffentlichung: 8. August 2005                                  |       |
| 2006 | F.L.E.R. 90210 Fler Aggro-025-2                                            | DE19 (7 Wo.)DE | — | — | Erstveröffentlichung: 13. Januar 2006 Indizierung: 31. Januar 2007    |       |
| 2006 | Der neue Standard Beathoavenz Aggro-035-2                                  | DE81 (1 Wo.)DE | — | — | Erstveröffentlichung: 2006 Indizierung: 31. Januar 2007               |       |
| 2006 | Aggrogant G-Hot Aggro-051-2                                                | — | — | — | Erstveröffentlichung: 17. November 2006                               |       |
| 2007 | Airmax Muzik Fler Aggro-055-2                                              | DE13 (4 Wo.)DE | AT37 (2 Wo.)AT | — | Erstveröffentlichung: 2. Februar 2007 Indizierung: 30. September 2009 |       |
| 2007 | Ghetto Romantik B-Tight Aggro-067-2                                        | DE54 (1 Wo.)DE | — | — | Erstveröffentlichung: 5. Oktober 2007 Indizierung: 29. Januar 2010    |       |
| 2007 | Wir nehmen auch Euro Fler präsentiert: DJ Sweap & DJ Pfund 500 Aggro-069-2 | — | — | — | Erstveröffentlichung: 2007                                            |       |

### EPs
| Jahr | Titel Interpretation Katalog-Nr.                                | Höchstplatzierung, Gesamtwochen, AuszeichnungChartplatzierungen (Jahr, Titel, Interpretation / Katalog-Nr., Platzierungen, Wochen, Auszeichnungen, Anmerkungen, Cover) | Höchstplatzierung, Gesamtwochen, AuszeichnungChartplatzierungen (Jahr, Titel, Interpretation / Katalog-Nr., Platzierungen, Wochen, Auszeichnungen, Anmerkungen, Cover) | Höchstplatzierung, Gesamtwochen, AuszeichnungChartplatzierungen (Jahr, Titel, Interpretation / Katalog-Nr., Platzierungen, Wochen, Auszeichnungen, Anmerkungen, Cover) | Anmerkungen                                                        | Cover |
| Jahr | Titel Interpretation Katalog-Nr.                                | DE | AT | CH | Anmerkungen                                                        | Cover |
| ---- | --------------------------------------------------------------- | --- | --- | --- | ------------------------------------------------------------------ | ----- |
| 2001 | Das Mic und Ich Royal TS Aggro-000                              | — | — | — | Erstveröffentlichung: 20. Juli 2001                                |       |
| 2002 | Der Neger (in mir) B-Tight Aggro-006 (CD) / Aggro-006-1 (Vinyl) | — | — | — | Erstveröffentlichung: 28. Oktober 2002                             |       |
| 2003 | Garnich so schlimm! A.i.d.S. Aggro-010                          | — | — | — | Erstveröffentlichung: 4. August 2003                               |       |
| 2006 | X-Tasy B-Tight Aggro-047-2                                      | DE55 (2 Wo.)DE | — | — | Erstveröffentlichung: 6. Oktober 2006 Indizierung: 31. Januar 2012 |       |

### Sampler
| Jahr            | Titel Interpretation Katalog-Nr.                                                                                          | Höchstplatzierung, Gesamtwochen, AuszeichnungChartplatzierungen (Jahr, Titel, Interpretation / Katalog-Nr., Platzierungen, Wochen, Auszeichnungen, Anmerkungen, Cover) | Höchstplatzierung, Gesamtwochen, AuszeichnungChartplatzierungen (Jahr, Titel, Interpretation / Katalog-Nr., Platzierungen, Wochen, Auszeichnungen, Anmerkungen, Cover) | Höchstplatzierung, Gesamtwochen, AuszeichnungChartplatzierungen (Jahr, Titel, Interpretation / Katalog-Nr., Platzierungen, Wochen, Auszeichnungen, Anmerkungen, Cover) | Anmerkungen                                                                                    | Cover |
| Jahr            | Titel Interpretation Katalog-Nr.                                                                                          | DE | AT | CH | Anmerkungen                                                                                    | Cover |
| --------------- | --- | --- | --- | --- | ---------------------------------------------------------------------------------------------- | ----- |
| Aggro-Ansagen   | | | | |                                                                                                |       |
|                 | | | | |                                                                                                |       |
| 2002            | Aggro Ansage Nr. 1 Bushido, Sido und B-Tight Aggro-003                                                                    | DE27 (6 Wo.)DE | — | — | Erstveröffentlichung: 2002 · Impala-Award: Silber                                              |       |
| 2003            | Aggro Ansage Nr. 2 Bushido, Sido, B-Tight und Fler Aggro-007                                                              | — | — | — | Erstveröffentlichung: 27. Januar 2003 Indizierung: 31. Mai 2005                                |       |
| 2003            | Aggro Ansage Nr. 3 Sido, B-Tight, Bushido und Fler Aggro-012-1 (Vinyl) / Aggro-012-2 (CD)                                 | — | — | — | Erstveröffentlichung: 8. Dezember 2003 · Indizierung: 31. Dezember 2004 · Impala-Award: Silber |       |
| 2004            | Aggro Ansage Nr. 4 Sido, Fler und B-Tight Aggro-019-1 (Doppel-Vinyl) / Aggro-019-2 (CD)                                   | DE7 Gold · (19 Wo.)DE | — | — | Erstveröffentlichung: 5. November 2004 · Indizierung: 30. September 2005 · Impala-Award: Gold  |       |
| 2005            | Aggro Ansage Nr. 5 Sido, Fler, B-Tight, G-Hot und Tony D Aggro-033-2 (Standard Edition) / Aggro-033-LTD (Premium Edition) | DE9 Gold · (15 Wo.)DE | AT27 (8 Wo.)AT | — | Erstveröffentlichung: 2. Dezember 2005 · Indizierung: 31. Mai 2006 · Impala-Award: Gold        |       |
| 2008            | Aggro Anti Ansage Nr. 8 Sido, B-Tight, Kitty Kat, Fler und Tony D Aggro-085-2                                             | DE25 (11 Wo.)DE | AT20 (10 Wo.)AT | CH10 (7 Wo.)CH | Erstveröffentlichung: 5. Dezember 2008 · Impala-Award: Silber                                  |       |
| Weitere Sampler | | | | |                                                                                                |       |
|                 | | | | |                                                                                                |       |
| 2007            | Eine Hand wäscht die Andere Sido Aggro-058-2                                                                              | DE21 (4 Wo.)DE | AT29 (7 Wo.)AT | CH33 (6 Wo.)CH | Erstveröffentlichung: 20. April 2007                                                           |       |
| 2009            | Aggro Berlin Label Nr.1: 2001-2009 Diverse Aggro-093-2                                                                    | — | AT12 (7 Wo.)AT | CH9 (4 Wo.)CH | Erstveröffentlichung: 2009 Indizierung: 31. Juli 2010                                          |       |

### Wiederveröffentlichungen
| Jahr | Titel Interpretation Katalog-Nr.                                                                                           | Höchstplatzierung, Gesamtwochen, AuszeichnungChartsChartplatzierungen (Jahr, Titel, Interpretation / Katalog-Nr., Platzierungen, Wochen, Auszeichnungen, Anmerkungen, Cover) | Anmerkungen                                                                       | Cover |
| Jahr | Titel Interpretation Katalog-Nr.                                                                                           | DE | Anmerkungen                                                                       | Cover |
| ---- | --- | --- | --------------------------------------------------------------------------------- | ----- |
| 2005 | Maske X Sido Aggro-032-2                                                                                                   | — | Wiederveröffentlichung: Maske (2004)                                              |       |
| 2006 | Aggro Ansage Nr. 2X Sido, Bushido und B-Tight Aggro-028-2                                                                  | — | Wiederveröffentlichung: Aggro Ansage Nr. 2 (2002)                                 |       |
| 2006 | Aggro Ansage Nr. 3X Sido, Bushido, Fler und B-Tight Aggro-029-2                                                            | — | Wiederveröffentlichung: Aggro Ansage Nr. 3 (2003)                                 |       |
| 2006 | Aggro Ansage Nr. 4X Sido, Fler und B-Tight Aggro-031-2                                                                     | — | Wiederveröffentlichung: Aggro Ansage Nr. 4 (2004)                                 |       |
| 2006 | Aggro Ansage Nr. 5X Sido, Fler, B-Tight, G-Hot und Tony D Aggro-045-2 (Standard Edition) / Aggro-045-LTD (Premium Edition) | — | Wiederveröffentlichung: Aggro Ansage Nr. 5 (2005)                                 |       |
| 2008 | Neger Neger X B-Tight Aggro-076-LTD                                                                                        | — | Wiederveröffentlichung: Neger Neger (2007)                                        |       |
| 2008 | Trilogy Sido Aggro-084-Box                                                                                                 | — | Wiederveröffentlichung: Maske X (2005), Ich (2006) und Ich und meine Maske (2008) |       |
| 2010 | Aggro Berlin Label Nr.1 2001-2006 X Aggrostarz Aggro-095-2                                                                 | — | Aggro Berlin Label Nr. 1 2001-2006 (2009)                                         |       |

## Singles
| Jahr | Titel Interpretation Katalog-Nr. Album | Höchstplatzierung, Gesamtwochen, AuszeichnungChartplatzierungen (Jahr, Titel, Interpretation / Katalog-Nr. / Album, Platzierungen, Wochen, Auszeichnungen, Anmerkungen, Cover) | Höchstplatzierung, Gesamtwochen, AuszeichnungChartplatzierungen (Jahr, Titel, Interpretation / Katalog-Nr. / Album, Platzierungen, Wochen, Auszeichnungen, Anmerkungen, Cover) | Höchstplatzierung, Gesamtwochen, AuszeichnungChartplatzierungen (Jahr, Titel, Interpretation / Katalog-Nr. / Album, Platzierungen, Wochen, Auszeichnungen, Anmerkungen, Cover) | Anmerkungen                                                     | Cover |
| Jahr | Titel Interpretation Katalog-Nr. Album | DE | AT | CH | Anmerkungen                                                     | Cover |
| ---- | --- | --- | --- | --- | --------------------------------------------------------------- | ----- |
| 2001 | Das Mic und Ich Royal TS Aggro-001 Alles ist die Sekte – Album Nr. 3 | — | — | — | Erstveröffentlichung: 20. Juli 2001                             |       |
| 2003 | Bei Nacht Bushido Aggro-008-1 (Vinyl 12″) / Aggro-008-2 (Maxi CD) Vom Bordstein bis zur Skyline                                                                                               | — | — | — | Erstveröffentlichung: 26. Mai 2003                              |       |
| 2003 | Gemein wie 10 Bushido Aggro-011-1 (Vinyl 12″) / Aggro-011-2 (Maxi CD) Vom Bordstein bis zur Skyline                                                                                           | — | — | — | Erstveröffentlichung: 2003                                      |       |
| 2004 | Mein Block Sido Aggro-013-1 (Vinyl 12″) / Aggro-013-2 (Maxi CD) Aggro Ansage Nr. 3 | DE13 (19 Wo.)DE | AT61 (5 Wo.)AT | — | Erstveröffentlichung: 4. April 2004 · Impala-Award: Silber      |       |
| 2004 | Arschficksong Sido Aggro-015-1 (Vinyl) / Aggro-015-2 (Maxi CD) Aggro Ansage Nr. 1 | DE63 (7 Wo.)DE | — | — | Erstveröffentlichung: 9. August 2004                            |       |
| 2004 | Fuffies im Club Sido Aggro-016-1 (Vinyl) / Aggro-016-2 (Maxi CD) Maske | DE18 (9 Wo.)DE | — | — | Erstveröffentlichung: 26. April 2004 · Impala-Award: Silber     |       |
| 2004 | AggroberlinA Fler Aggro-017-1 (Vinyl) / Aggro-017-2 (Maxi CD) – | DE59 (10 Wo.)DE | — | — | Erstveröffentlichung: 26. April 2004                            |       |
| 2005 | Mama ist stolz Sido Aggro-020-2 (Maxi CD) / Aggro-020-LTD (Punkrock Version) Maske | DE25 (12 Wo.)DE | — | — | Erstveröffentlichung: 17. Januar 2005 · Impala-Award: Silber    |       |
| 2005 | NDW 2005 Fler Aggro-021-1 (Vinyl) / Aggro-021-2 (Maxi CD) Neue Deutsche Welle | DE9 (17 Wo.)DE | AT19 (15 Wo.)AT | — | Erstveröffentlichung: 2. Mai 2005 · Impala-Award: Gold          |       |
| 2005 | Steh wieder auf Deine Lieblings Rapper Aggro-026-1 (Vinyl) / Aggro-026-2 (Maxi CD) Deine Lieblingsalbum                                                                                       | DE14 (10 Wo.)DE | AT28 (11 Wo.)AT | — | Erstveröffentlichung: 23. September 2005 · Impala-Award: Silber |       |
| 2005 | Nach eigenen Regeln Fler und G-Hot Aggro-030-1 (Vinyl Maxi) / Aggro-030-2 (Maxi CD) Neue Deutsche Welle (Premium Edition)                                                                     | DE22 (9 Wo.)DE | AT40 (9 Wo.)AT | — | Erstveröffentlichung: 21. Oktober 2005                          |       |
| 2006 | Wahlkampf Sido und G-Hot Aggro-037-2 Aggro Ansage Nr. 5 | DE36 (9 Wo.)DE | AT33 (9 Wo.)AT | — | Erstveröffentlichung: 24. Februar 2006                          |       |
| 2006 | Papa ist zurück Fler Aggro-042-1 (Vinyl) / Aggro-042-2 (Maxi CD) Trendsetter | DE23 (9 Wo.)DE | AT32 (7 Wo.)AT | — | Erstveröffentlichung: 26. Mai 2006                              |       |
| 2006 | Çüs Junge Fler und Muhabbet Aggro-044-2 Trendsetter | DE50 (7 Wo.)DE | AT75 (1 Wo.)AT | — | Erstveröffentlichung: 30. Juni 2006                             |       |
| 2006 | Weihnachtssong Sido Aggro-053-2 Aggro Ansage Nr. 3 | DE34 (7 Wo.)DE | AT68 (2 Wo.)AT | — | Erstveröffentlichung: 1. Dezember 2006                          |       |
| 2006 | Straßenjunge Sido Aggro-048-2 Ich | DE20 (7 Wo.)DE | AT25 (2 Wo.)AT | — | Erstveröffentlichung: 24. November 2006                         |       |
| 2007 | Ein Teil von mir Sido Aggro-054-2 (Maxi CD) / Aggro-054-3 (2-Track-CD) Ich | DE14 (12 Wo.)DE | AT24 (9 Wo.)AT | CH46 (7 Wo.)CH | Erstveröffentlichung: 2. Februar 2007 · Impala-Award: Silber    |       |
| 2007 | Ich bin’s B-Tight Aggro-059-2 Neger Neger | DE45 (9 Wo.)DE | — | — | Erstveröffentlichung: 27. April 2007                            |       |
| 2007 | Schlechtes Vorbild Sido Aggro-062-2 (Maxi CD) / Aggro-062-3 (2-Track-CD) Ich | DE18 (11 Wo.)DE | AT18 (27 Wo.)AT | CH43 (16 Wo.)CH | Erstveröffentlichung: 16. Mai 2007                              |       |
| 2007 | Der Coolste B-Tight Aggro-063-2 Neger Neger | DE92 (2 Wo.)DE | — | — | Erstveröffentlichung: 17. August 2007                           |       |
| 2007 | Totalschaden Tony D Aggro-065-2 (Maxi CD) / Aggro-065-3 (2-Track-CD) Totalschaden | DE53 (7 Wo.)DE | — | — | Erstveröffentlichung: 2007                                      |       |
| 2007 | Weihnachtssong 2007 Sido Aggro-070-2 – | DE45 (8 Wo.)DE | AT69 (1 Wo.)AT | — | Erstveröffentlichung: 2007                                      |       |
| 2008 | Deutscha Bad Boy Fler Aggro-071-2 (Maxi) / Aggro-071-3 (2-Track-Single) / Aggro-071-5 (Online) / Aggro-071-6 (Online Exclusive 1) / Aggro-071-7 (Online Exclusive 2) Fremd im eigenen Land    | DE16 (7 Wo.)DE | AT68 (1 Wo.)AT | — | Erstveröffentlichung: 11. Januar 2008                           |       |
| 2008 | Warum bist Du so? Fler Aggro-073-2 (Maxi CD) / Aggro-073-3 (2-Track-CD) / Aggro-073-4 (Videoclip) / Aggro-073-5 (Online Exclusive 1) / Aggro-073-6 (Online Exclusive 2) Fremd im eigenen Land | DE61 (3 Wo.)DE | — | — | Erstveröffentlichung: 29. Februar 2008                          |       |
| 2008 | Augen auf / Halt dein Maul Sido Aggro-074-2 (Maxi CD) / Aggro-074-3 (2-Track-CD) Ich und meine Maske                                                                                          | DE7 (12 Wo.)DE | AT13 (20 Wo.)AT | CH29 (20 Wo.)CH | Erstveröffentlichung: 16. Mai 2008                              |       |
| 2008 | Carmen Sido Aggro-077-2 Ich und meine Maske | DE17 (13 Wo.)DE | AT18 (13 Wo.)AT | CH72 (4 Wo.)CH | Erstveröffentlichung: 25. Juli 2008                             |       |
| 2008 | Herz Sido Aggro-081-3 Ich und meine Maske | DE19 (9 Wo.)DE | AT19 (18 Wo.)AT | CH39 (21 Wo.)CH | Erstveröffentlichung: 3. Oktober 2008                           |       |
| 2008 | Sie will mich B-Tight Aggro-082-2 Goldständer | — | — | — | Erstveröffentlichung: 31. Oktober 2008                          |       |
| 2008 | Weihnachtssong 2008 Sido Aggro-087-2 – | DE74 (4 Wo.)DE | — | — | Erstveröffentlichung: 2008                                      |       |
| 2009 | Nein! Sido und Doreen Aggro-088-2 Ich und meine Maske | DE29 (19 Wo.)DE | AT42 (15 Wo.)AT | — | Erstveröffentlichung: 30. Januar 2009                           |       |
| 2009 | Check mich aus Fler Aggro-089-2 Fler | DE74 (3 Wo.)DE | — | — | Erstveröffentlichung: 20. März 2009                             |       |
| 2009 | Ich sing nicht mehr für dich Fler und Doreen Aggro-091-3 Fler | DE33 (9 Wo.)DE | — | — | Erstveröffentlichung: 10. April 2009                            |       |

## Videoalben
| Jahr | Titel Interpretation Katalog-Nr.                                        | Höchstplatzierung, Gesamtwochen, AuszeichnungChartsChartplatzierungen (Jahr, Titel, Interpretation / Katalog-Nr., Platzierungen, Wochen, Auszeichnungen, Anmerkungen, Cover) | Anmerkungen                | Cover |
| Jahr | Titel Interpretation Katalog-Nr.                                        | DE | Anmerkungen                | Cover |
| ---- | ----------------------------------------------------------------------- | --- | -------------------------- | ----- |
| 2004 | Aggro Ansage Nr. 1 DVD #1 Bushido, Sido, B-Tight und Fler Aggro-018-DVD | — | Erstveröffentlichung: 2004 |       |
| 2006 | Aggro Videos Teil 1 Sido, B-Tight und Fler Aggro-034-DVD                | — | Erstveröffentlichung: 2006 |       |
| 2006 | Trendsetter DVD Fler Aggro-046-DVD                                      | — | Erstveröffentlichung: 2006 |       |
| 2007 | Ich DVD Sido Aggro-057-DVD                                              | — | Erstveröffentlichung: 2007 |       |
| 2008 | Südberlin Maskulin DVD Frank „Fler“ White und Godsilla Aggro-080        | — | Erstveröffentlichung: 2008 |       |
| 2008 | Aggro Videos Teil 2 Sido, B-Tight, Fler und Tony D Aggro-086-DVD        | — | Erstveröffentlichung: 2008 |       |